# Landtagswahlkreis Blankenburg
Der Landtagswahlkreis Blankenburg (Wahlkreis 15) ist ein Landtagswahlkreis in Sachsen-Anhalt. Er umfasste zur Landtagswahl in Sachsen-Anhalt 2021 vom Landkreis Harz die Gemeinden Blankenburg (Harz), Ilsenburg (Harz), Nordharz und Osterwieck.
Der Wahlkreis wird in der achten Legislaturperiode des Landtages von Sachsen-Anhalt von Alexander Räuscher vertreten, der das Direktmandat bei der Landtagswahl am 6. Juni 2021 mit 33,6 % der Erststimmen erstmals gewann. Davor wurde der Wahlkreis von 2002 bis 2021 von Bernhard Daldrup vertreten.

## Wahl 2021
Im Vergleich zur Landtagswahl 2016 wurde der Zuschnitt des Wahlkreises nicht verändert. Auch Name und Nummer des Wahlkreises wurden nicht geändert.
Es traten sieben Direktkandidaten an. Von den Direktkandidaten der vorhergehenden Wahl trat nur Jens Kiebjieß erneut an. Alexander Räuscher gewann mit 33,6 % der Erststimmen erstmals das Direktmandat.
|                    |                      | Erst- stimmen | Erst- stimmen | Zweit- stimmen | Zweit- stimmen |
| Bewerber           | Partei               | Anzahl        | %             | Anzahl         | %              |
| ------------------ | -------------------- | ------------- | ------------- | -------------- | -------------- |
| Wahlberechtigte    | Wahlberechtigte      | 40.658        | 100,0         | 40.658         | 100,0          |
| Wähler             | Wähler               | 24.815        | 61,0          | 24.815         | 61,0           |
| Ungültige Stimmen  | Ungültige Stimmen    | 329           | 1,3           | 267            | 1,1            |
| Gültige Stimmen    | Gültige Stimmen      | 24.486        | 98,7          | 24.548         | 98,9           |
| davon              |                      |               |               |                |                |
| Alexander Räuscher | CDU                  | 8.229         | 33,6          | 9.540          | 38,9           |
| Christian Brandt   | AfD                  | 4.936         | 20,2          | 4.608          | 18,8           |
| Michael Körtge     | DIE LINKE            | 2.692         | 11,0          | 2.428          | 9,9            |
| Florian Fahrtmann  | SPD                  | 4.399         | 18,0          | 2.949          | 12,0           |
| Jens Kiebjieß      | GRÜNE                | 1.229         | 5,0           | 1.153          | 4,7            |
| Robert Möbius      | FDP                  | 1.559         | 6,4           | 1.479          | 6,0            |
| Stefanie Riedel    | FREIE WÄHLER         | 1.442         | 5,9           | 739            | 3,0            |
| –                  | NPD                  | –             | –             | 43             | 0,2            |
| –                  | Tierschutzpartei     | –             | –             | 324            | 1,3            |
| –                  | Tierschutzallianz    | –             | –             | 101            | 0,4            |
| –                  | LKR                  | –             | –             | 9              | 0,0            |
| –                  | Die PARTEI           | –             | –             | 159            | 0,6            |
| –                  | Gartenpartei         | –             | –             | 145            | 0,6            |
| –                  | FBM                  | –             | –             | 22             | 0,1            |
| –                  | TIERSCHUTZ hier!     | –             | –             | 164            | 0,7            |
| –                  | dieBasis             | –             | –             | 439            | 1,8            |
| –                  | Klimaliste ST        | –             | –             | 18             | 0,1            |
| –                  | ÖDP                  | –             | –             | 16             | 0,1            |
| –                  | Die Humanisten       | –             | –             | 28             | 0,1            |
| –                  | Gesundheitsforschung | –             | –             | 85             | 0,3            |
| –                  | PIRATEN              | –             | –             | 70             | 0,3            |
| –                  | WiR2020              | –             | –             | 29             | 0,1            |

## Wahl 2016
Bei der Landtagswahl in Sachsen-Anhalt 2016 waren 42.162 Einwohner wahlberechtigt; die Wahlbeteiligung lag bei 61,0 %. Bernhard Daldrup gewann erneut das Direktmandat für die CDU.
| Bewerber         | Partei            | Erststimmen in % | Zweitstimmen in % |
| ---------------- | ----------------- | ---------------- | ----------------- |
| Bernhard Daldrup | CDU               | 42.4             | 32.6              |
| André Lüderitz   | LINKE             | 25.7             | 14.4              |
| Ronald Brachmann | SPD               | 24,2             | 12.1              |
| Jens Kiebjieß    | GRÜNE             | 7.7              | 4.3               |
| —                | AfD               | —                | 25.4              |
| —                | FDP               | —                | 3.5               |
| —                | Tierschutzpartei  | —                | 1,6               |
| —                | ALFA              | —                | 1.5               |
| —                | Freie Wähler      | —                | 1.5               |
| —                | NPD               | —                | 1.1               |
| —                | Tierschutzallianz | —                | 1.0               |
| —                | Die PARTEI        | —                | 0.3               |
| —                | FBM               | —                | 0.2               |
| —                | MG                | —                | 0.2               |
| —                | DIE RECHTE        | —                | 0.2               |

## Wahl 2011
Bei der Landtagswahl in Sachsen-Anhalt 2011 waren 44.426 Einwohner wahlberechtigt; die Wahlbeteiligung lag bei 51,7 %. Bernhard Daldrup gewann das Direktmandat für die CDU.
| Bewerber         | Partei               | Erststimmen in % | Zweitstimmen in % |
| ---------------- | -------------------- | ---------------- | ----------------- |
| Bernhard Daldrup | CDU                  | 35,9             | 33,6              |
| Ronald Brachmann | SPD                  | 24,2             | 23,2              |
| André Lüderitz   | DIE LINKE            | 23,7             | 22,3              |
| Arnd Müller      | GRÜNE                | 7,1              | 7,5               |
| Tobias Anders    | NPD                  | 4,9              | 5,4               |
| Klaus Bartsch    | FDP                  | 4,1              | 3,2               |
| —                | Die Tierschutzpartei | —                | 1,8               |
| —                | Freie Wähler         | —                | 1,2               |
| —                | PIRATEN              | —                | 1,1               |
| —                | SPV                  | —                | 0,3               |
| —                | ödp                  | —                | 0,2               |
| —                | KPD                  | —                | 0,1               |
| —                | MLPD                 | —                | 0,1               |

## Wahl 2006
Bei der Landtagswahl in Sachsen-Anhalt 2006 traten folgende Kandidaten an:
| Name                             | Partei     | Anteil der Erststimmen |
| -------------------------------- | ---------- | ---------------------- |
| Bernhard Daldrup                 | CDU        | 36,0 %                 |
| André Lüderitz                   | Die Linke. | 24,5 %                 |
| Ronald Brachmann                 | SPD        | 25,5 %                 |
| Sebastian Drews                  | FDP        | 6,1 %                  |
| Ulrich-Karl Engel                | GRÜNE      | 4,4 %                  |
| Gunter Freystein                 | BBW        | 3,5 %                  |
| Wahlberechtigte: 51360 Einwohner |            |                        |
| Wahlbeteiligung: 46,2 %          |            |                        |